# Pavetta granitica
Pavetta granitica är en måreväxtart som beskrevs av Ferdinand von Mueller och Cornelis Eliza Bertus Bremekamp. Pavetta granitica ingår i släktet Pavetta och familjen måreväxter. Inga underarter finns listade i Catalogue of Life.